# Hadar Jönzén
Ax Hadar Jönzén, född 18 maj 1885 i Tyresö, Stockholms län, död 30 april 1977 i Sankt Matteus församling i Stockholm, var en svensk målare.
Hadar Jönzén växte upp i Sundsvall, där hans far Peter Jönzén var stenhuggarmästare. Han studerade vid Tekniska skolan och Konstnärsförbundets skola i Stockholm 1905–1908 under Richard Bergh samt senare i Paris för Henri Matisse. 
Han målade landskap, gatumotiv, figurkompositioner, flickporträtt och stilleben i en soft kolorit. Jönzén tillhör de svenska modernister som påverkades av Henri Matisses dekorativa och färgexpressionistiska konst.
Jönzén var medlem av De unga och deltog i De ungas sista utställning 1911. Jönzén var sedan medlem i Optimisterna och deltog i deras utställning 1926.
Han är representerad på Moderna Museet i Stockholm med ett stilleben samt vid Länsmuseet Gävleborg.